# Hormisda (arquigramateu)
Hormisda (em persa médio: Hormezd; em grego clássico: Ωρμίζδου; romaniz.: Ormízdou) foi um oficial sassânida do século III, ativo durante o reinado do xá Sapor I (r. 240–270). 

## Nome
O teônimo Hormisda é a versão latina do persa médio Hormisde (𐭠𐭥𐭧𐭥𐭬𐭦𐭣; Hormizd), Ormasde (Ōhrmazd), Hormosde / Ormosde ((H)ormozd), Ormusde (Ormozd) ou Oramasde (Ohramazd), o nome da divindade suprema no zoroastrismo, cujo nome avéstico era Aúra-Masda (Ahura-Mazdāh). Foi registrao em persa antigo como Auramasda (Auramazdā), em grego como Hormisdas (Ορμίσδας, Ormísdas), Hormisdes (Ορμίσδης, Ormísdēs), Horomazes (Ωρομάζης, Oromázēs) e Hormisdates (Ορμισδάτης, Ormisdátēs), em árabe era Hormuz (هرمز), em armênio como Oramasde (Օրամազդ; Oramazd) e Ormisde (Որմիզդ, Ormizd) e em georgiano era Urmisde (ურმიზდი, Urmizd).

## Vida
Hormisda era filho do escriba chefe Hormisda e ocupou a posição de arquigramateu (chefe da chancelaria) sob Sapor na década de 260. Apesar de não se saber suas origens familiares, a julgar por sua posição e a de seu pai é possível inferir que veio de uma antiga família de escribas. Ele é conhecido apenas através da inscrição Feitos do Divino Sapor na qual é listado na quadragésima sexta posição dentre os 67 dignitários listados.